# Jan Quirin Jahn

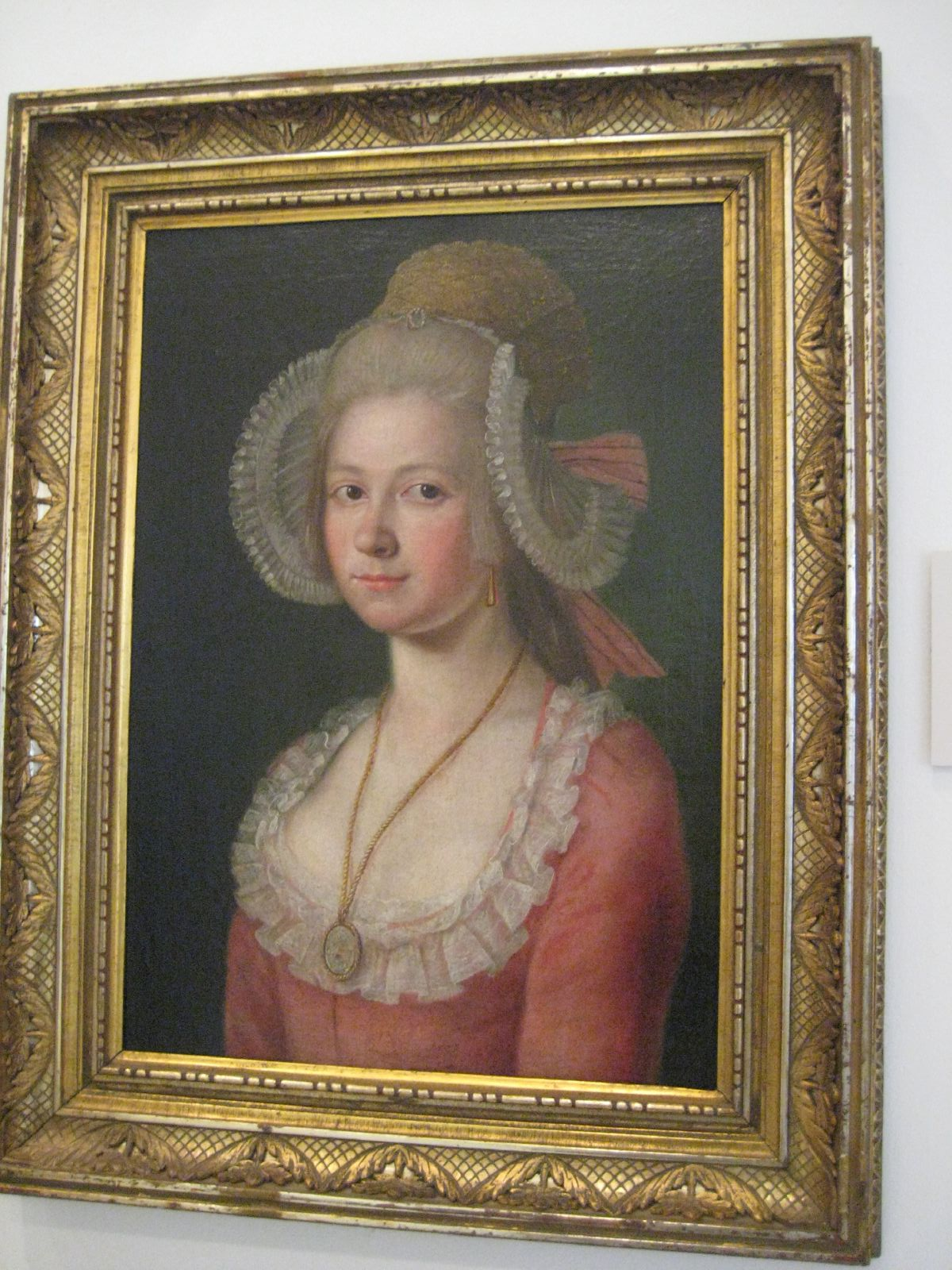
Ženský portrét od Jahna

Jan Jakub Quirin Jahn (4. června 1739 v Praze – 18. července 1802 tamtéž) byl český malíř, historik a teoretik umění. Dodnes není většinou ceněno jeho malířské dílo tak, jako jeho teoretická činnost.

## Život
Studoval na pražském piaristickém gymnáziu a poté se učil malířství od svého otce Jakuba Vavřince Jahna do roku 1758. Následující dva roky studoval u Jana Ferdinanda Schora a byl spolupracovníkem malíře Františka Xavera Palka. Od roku 1760 pracoval samostatně jako malíř oltářních obrazů. Od roku 1767 byl mistrem staroměstského malířského cechu v Praze a řádným členem vídeňské malířské Akademie. V letech 1773–1782 spolupracoval s F. M. Pelclem a M. Voightem při vydávání Abbildungen böhmischer und mährischer Gelehrten und Künstler (Vyobrazení českých a moravských učenců a umělců). V medailonech umělců byly krátké životopisy a údaje o dílu.
Během svého života cestoval, navštívil Německo, Nizozemsko, Francii. Druhá polovina 18. století nebyla pro malíře příliš šťastná, je poznamenána koncem barokních tradic a zchudnutím církve po zásahu josefínských reforem. Z těchto důvodu se od roku 1782 Jahn živil obchodem se suknem. Mimo to ve stejném roce byl v Praze zrušen malířský cech, jehož byl Jahn představený. Jan Quirin Jahn byl jedním ze zakladatelů Společnosti vlasteneckých přátel umění a v letech 1796–1802 voleným členem jejího výboru.